# Paige-Detroit Motor Company

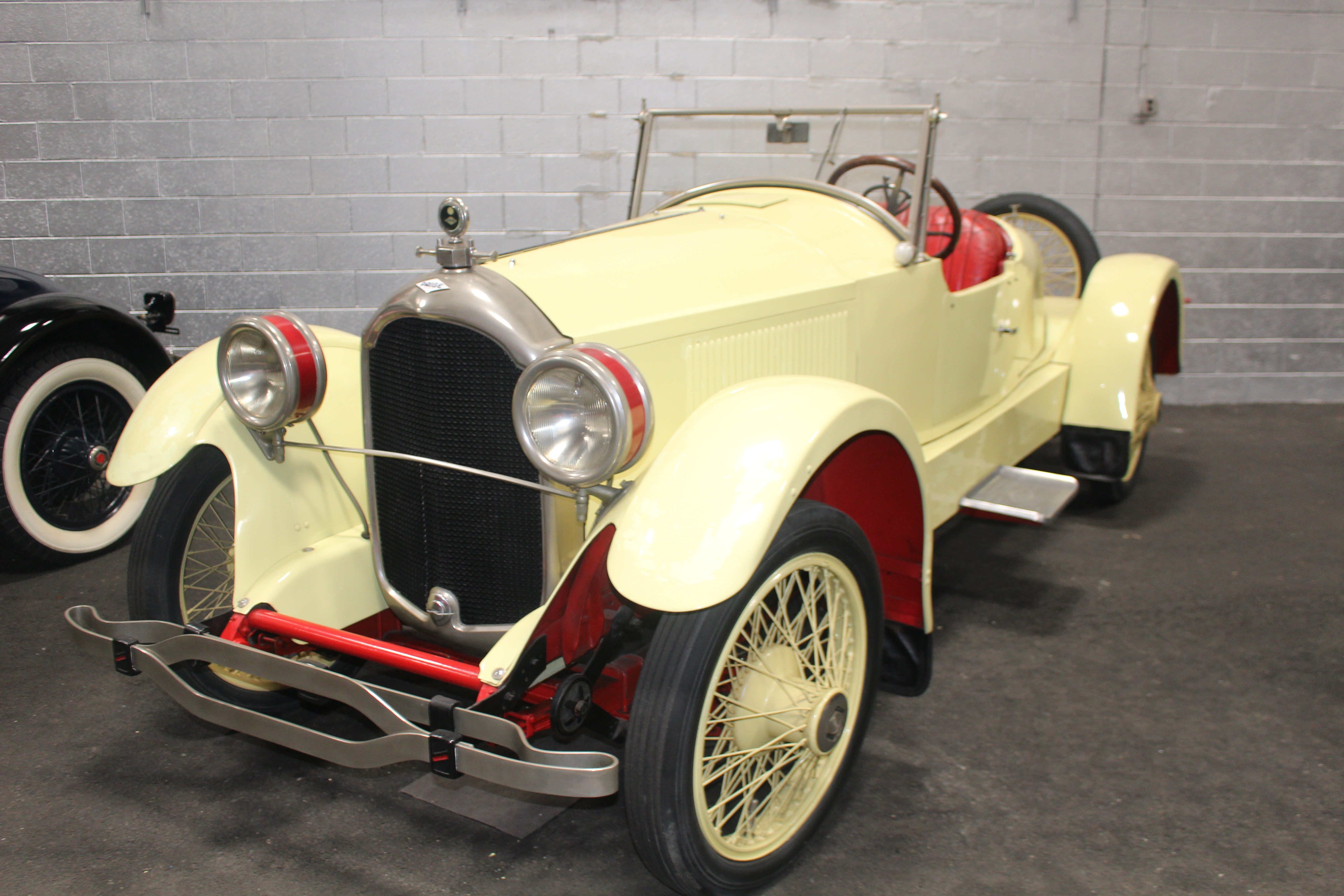
Paige 6-66 Daytona del 1922

La Paige-Detroit Motor Company è stata una casa automobilistica statunitense attiva tra il 1908 e il 1927 nel settore delle auto di lusso.

## Storia

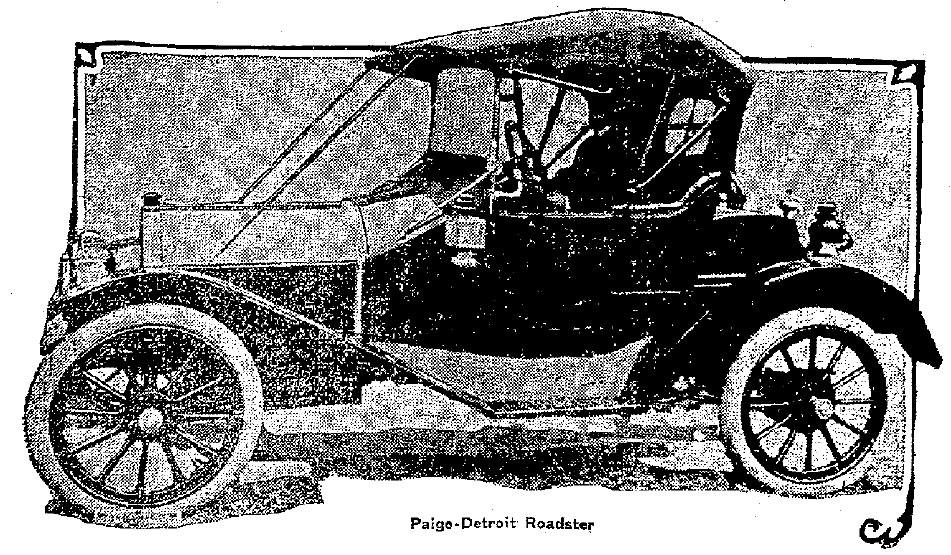
1911 Paige-Detroit Roadster - Syracuse Herald, 22 ottobre 1911

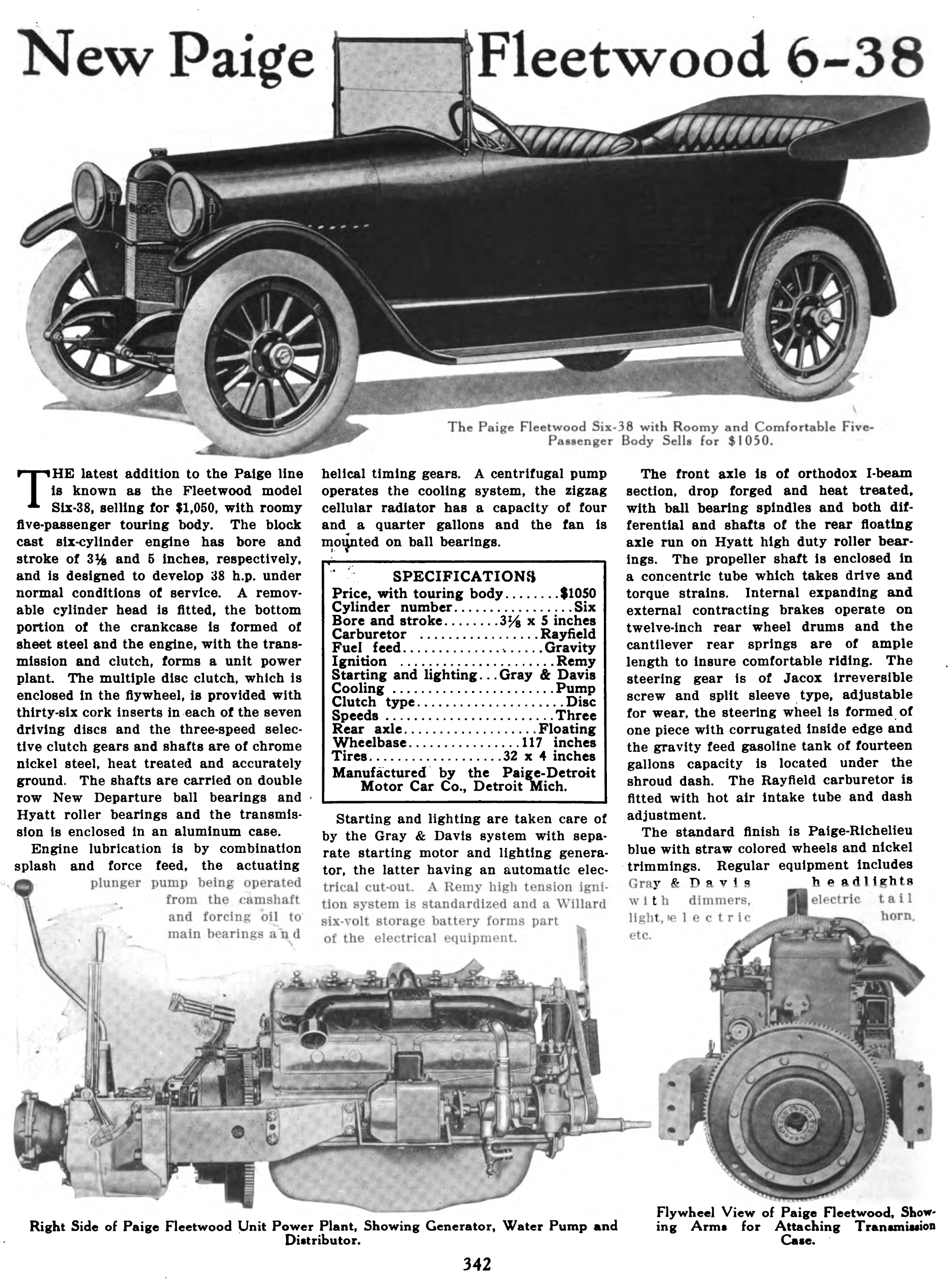
Fleetwood 6-38 sul Horseless Age del 1916

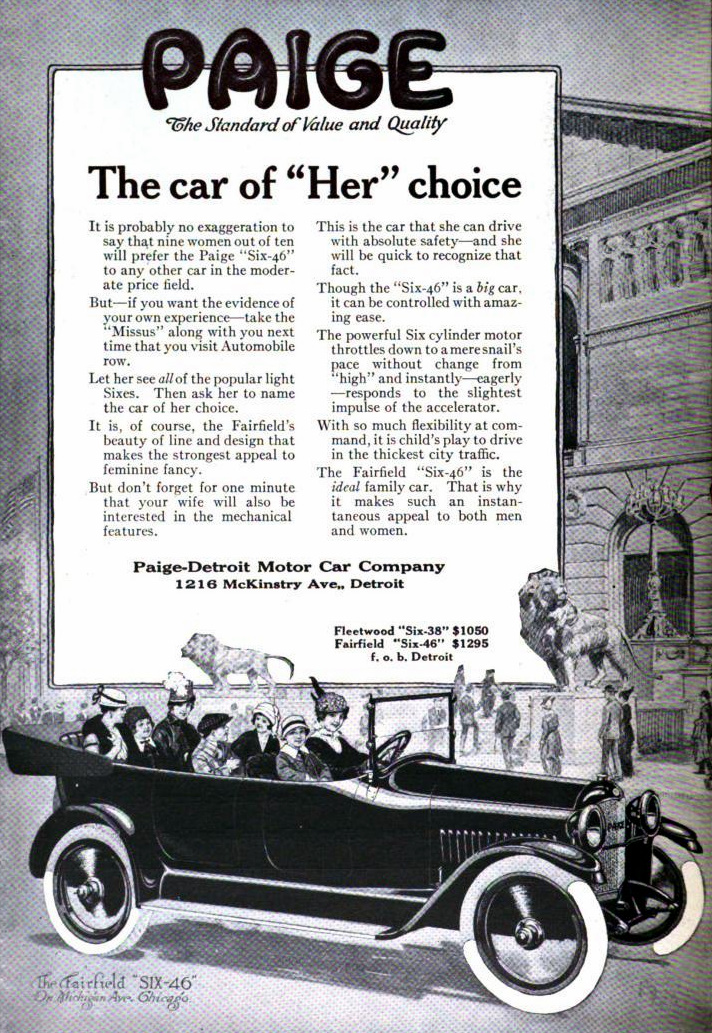
Pubblicità del 1916

La casa fu fondata da Harry Mulford Jewett e da Fredrick Osgood Paige.
Nel 1908 iniziò la produzione di autovetture come Paige-Detroit. La prima auto fu una due posti con motore 2,2 litri a tre cilindri, due tempi. Il modello fu prodotto fino al 1910, fino a quando venne sostituito da un modello con motore quattro tempi a quattro cilindri. Nel 1911 il nome della società divenne semplicemente Paige. Nel 1914 venne presentato un modello a sei cilindri. I quattro cilindri vennero abbandonati e prodotti solo, dal 1916, motori da 3,7-4,9 litri a sei cilindri. I modelli dal 1919 cambiarono nome, dopo che la Duesenberg fornì i motori e i modelli diventarono Paige-Linwood; poi con i motori della Continental Motors Company le auto si chiamarono Paige-Larchmont. Un modello con motore a otto cilindri in linea venne presentato nel 1927.
Il modello più noto della Paige fu la Daytona, prodotta dal 1922 al 1926; una roadster a tre posti con motore a sei cilindri. Paige produsse anche automobili meno care dal 1923 al 1926, vendute come Jewett eponimo del presidente della Paige, H. M. Jewett. Per l'anno 1927, il nome Jewett cambiò in Junior Paige.
Le attività nel settore automobilistico furono cedute ai fratelli Graham nel 1927 divenendo Graham-Paige.

### Proprietà Graham
I fratelli Graham comprarono l'azienda il 10 giugno 1927. Joseph Graham divenne presidente e i fratelli Robert e Ray vice e tesoriere. I tre vennero supportati dal padre che divenne direttore. La società divenne Graham-Paige Motors Corporation. Il mercato reagì positivamente e la produzione passò da 21.881 auto nel 1927 a 73.195 nell'anno seguente a marca Graham-Paige.
Nel 1930 le auto presero il nome di Graham solamente.